# Boarmia fimbriata
Boarmia fimbriata är en fjärilsart som beskrevs av Moore 1867. Boarmia fimbriata ingår i släktet Boarmia och familjen mätare. Inga underarter finns listade i Catalogue of Life.